# Baltimore Ravens 2023
La stagione 2023 dei Baltimore Ravens è stata la 28ª della franchigia nella National Football League, la 16ª con John Harbaugh come capo-allenatore. Baltimore fece la sua seconda apparizione ai playoff consecutiva, migliorando il suo record di 10–7 della stagione precedente. Baltimore ospitò la finale della AFC per la prima volta, perdendo contro i Kansas City Chiefs 17-10.
Il record di vittorie consecutive dei Ravens nella pre-stagione si interruppe a quota 24 con la sconfitta contro i Washington Commanders nella seconda giornata.
Sia Nick Moore che Trayvon Mullen subirono gravi infortuni che chiusero la loro annata ancora prima che iniziasse la stagione regolare e Marlon Humphrey saltò l'inizio della stagione a causa di un infortunio al piede che richiese un intervento chirurgico. J.K. Dobbins si ruppe il tendine d'Achille nel primo turno. Alla settimana 4, 20 giocatori avevano subito infortuni, inclusi i tre principali running back dei Ravens, perdendo anche Mark Andrews e Keaton Mitchell per altri infortuni, anche se il primo riuscì a fare ritorno nei playoff. Malgrado ciò, la squadra ebbe la sua migliore annata dal 2019, quando terminò 14–2. Essa fu la prima nella AFC a qualificarsi matematicamente per i playoff nella settimana 15 dopo avere battuto i Jacksonville Jaguars. Baltimore vinse la AFC North e si assicurò la prima testa di serie della conference per la seconda volta nella sua storia (dopo il 2019) dopo una larga vittoria nel penultimo turno contro i Miami Dolphins. I Ravens chiusero con un bilancio di 13–4, incluse 10 vittorie contro squadre che avrebbero avuto un record positivo (un record NFL), cinque delle quali arrivavano alla partita come leader della propria division con tre o più gare sopra il 50% di vittorie. La squadra inoltre fu in vantaggio fu in vantaggio in tutte le partite tranne l'ultima, l'ininfluente sconfitta contro i  Pittsburgh Steelers in cui la maggior parte dei titolari non giocarono. La difesa dei Ravens guidò la lega in sack, punti subiti e palloni strappati agli avversari, la prima squadra della storia a farlo in tutte e tre queste categorie nello stesso anno.
I Ravens batterono gli Houston Texans 34–10 nel divisional round dei playoff, qualificandosi per la loro prima finale della AFC dal 2012, prima di subire una devastante sconfitta per 17–10 contro i Chiefs. Fu la prima volta nella storia che la squadra ospitò la finale della AFC, la prima per la città di Baltimora dal gennaio 1971 e la prima volta che i Ravens ospitarono più di una gara di playoff.

## Scelte nel Draft 2023
| Scelte dei Ravens nel Draft 2023 |        |                         |                        |                        |                        |
| Giro                             | Scelta | Giocatore               | Ruolo                  | College                | Note                   |
| 1                                | 22     | Zay Flowers             | WR                     | Boston College         |                        |
| 2                                | 53     | Scambiata con Chicago   | Scambiata con Chicago  | Scambiata con Chicago  | Scambiata con Chicago  |
| 3                                | 86     | Trenton Simpson         | LB                     | Clemson                |                        |
| 4                                | 124    | Tavius Robinson         | DE                     | Ole Miss               |                        |
| 5                                | 148    | Scambiata con Chicago   | Scambiata con Chicago  | Scambiata con Chicago  | Scambiata con Chicago  |
| 5                                | 157    | Kyu Blu Kelly           | CB                     | Stanford               |                        |
| 6                                | 199    | Malaesala Aumavae–Laulu | OT                     | Oregon                 |                        |
| 7                                | 229    | Andrew Vorhees          | OG                     | USC                    | da Cleveland           |
| 7                                | 240    | Scambiata con New York  | Scambiata con New York | Scambiata con New York | Scambiata con New York |

## Roster
| Roster dei Baltimore Ravens |
| --- |
| Quarterback - 2 Tyler Huntley - 8 Lamar Jackson - 17 Josh Johnson Running Back - 27 J.K. Dobbins - 35 Gus Edwards - 43 Justice Hill - 42 Patrick Ricard FB Wide Receiver - 15 Nelson Agholor - 7 Rashod Bateman - 3 Odell Beckham Jr. - 13 Devin Duvernay - 4 Zay Flowers - 16 Tylan Wallace Tight End - 89 Mark Andrews - 88 Charlie Kolar - 80 Isaiah Likely Offensive Linemen - 71 Malaesala Aumavae–Laulu T - 66 Ben Cleveland G - 77 Daniel Faalele T - 64 Tyler Linderbaum C - 65 Patrick Mekari T - 78 Morgan Moses T - 76 John Simpson G - 79 Ronnie Stanley T - 70 Kevin Zeitler G Defensive Linemen - 98 Travis Jones NT - 92 Justin Madubuike DE - 58 Michael Pierce NT - 97 Brent Urban DE - 96 Broderick Washington Jr. DE Linebacker - 24 Jadeveon Clowney OLB - 40 Malik Harrison ILB - 90 David Ojabo OLB - 99 Odafe Oweh OLB - 53 Del'Shawn Phillips ILB - 6 Patrick Queen ILB - 95 Tavius Robinson OLB - 30 Trenton Simpson ILB - 0 Roquan Smith ILB Defensive Back - 5 Jalyn Armour-Davis CB - 28 Ronald Darby CB - 14 Kyle Hamilton SS - 44 Marlon Humphrey CB - 10 Arthur Maulet CB - 25 Kevon Seymour CB - 21 Brandon Stephens FS - 26 Geno Stone SS - 29 Ar'Darius Washington FS - 32 Marcus Williams FS - 23 Rock Ya-Sin CB Special Team - 69 Tyler Ott LS - 11 Jordan Stout P - 9 Justin Tucker K Lista delle riserve - 54 Tyus Bowser OLB (Active/NF-Inj.) - 59 Malik Hamm OLB (IR) - 34 Keaton Mitchell RB (IR) - 46 Nick Moore LS (Active/NF-Inj.) - -- Trayvon Mullen CB (NF-Inj.) - 72 Andrew Vorhees G (Active/NF-Inj.) - 22 Damarion Williams CB (IR) Squadra di allenamento - 12 Anthony Brown QB - 63 Tykeem Doss T - 33 Melvin Gordon RB - 31 Jeremy Lucien CB - 62 Tashawn Manning G - 38 Ben Mason FB - 48 Jeremiah Moon OLB - 61 Sam Mustipher C - 91 Rayshad Nichols DE - 51 Josh Ross ILB - 93 Bravvion Roy NT - 82 Sean Ryan WR - 18 Laquon Treadwell WR - 84 Travis Vokolek TE - 41 Daryl Worley CB - 36 Owen Wright RB Roster aggiornato al 1º settembre 2023 53 attivi, 7 inattivi, 15 nella squadra di allenamento |
| Legenda - I rookie sono in corsivo. - Il primo ruolo è il principale mentre gli eventuali successivi indicano i ruoli secondari. - (IR) sta per Injured Reserve ed indica la lista ristretta per un solo giocatore infortunato che può tornare ad allenarsi dopo la settimana 6 e a rientrare in prima squadra dopo che questa ha giocato 8 partite. - (NF-Inj.) / (NF-Ill.) stanno rispettivamente per Non-Football Injured e Non-Football Illness ed indicano le liste dove viene inserito un giocatore che ha un infortunio o una malattia non dipendente dal football americano. - (PUP) sta per Physically Unable to Perform ed indica la lista dove viene inserito un giocatore mentre è in attesa di recuperare la condizione fisica. Nella stagione regolare dopo la sesta partita giocata dalla propria squadra, il giocatore ha tempo tre settimane per riprendere ad allenarsi, più tre settimane aggiuntive dal suo rientro agli allenamenti per rientrare in prima squadra. |

## Precampionato
L'11 maggio 2023 fu annunciato il calendario delle gare di precampionato.
Con la sconfitta subita contro Washington si interruppe a 24 la striscia di vittorie consecutive in precampionato dei Ravens, fissando tale record NFL già detenuto dalla stagione 2021.
| Precampionato |           |           |                         |           |        |                       |               |         |
| Settimana     | Data      | Ora (ET)  | Avversario              | Risultato | Record | Stadio                | TV            | Sintesi |
| 1             | 12 agosto | 7:00 p.m. | Philadelphia Eagles     | V 20-19   | 1-0    | M&T Bank Stadium      | WBAL-TV (NBC) | Sintesi |
| 2             | 21 agosto | 8:00 p.m. | @ Washington Commanders | S 28-29   | 1-1    | FedExField            | ESPN          | Sintesi |
| 3             | 26 agosto | 7:00 p.m. | @ Tampa Bay Buccaneers  | S 20-26   | 1-2    | Raymond James Stadium | WBAL-TV (NBC) | Sintesi |

## Stagione regolare

### Calendario
Il calendario della stagione regolare 2023 fu reso noto l'11 maggio 2023. Data e orario della gara di settimana 18 furono stabilite il 31 dicembre 2023, dopo lo svolgimento del diciassettesimo turno.
| Stagione regolare |                     |                     |                            |                     |                     |                                    |                     |                     |
| Settimana         | Data                | Ora (ET)            | Avversario                 | Risultato           | Record              | Stadio                             | TV                  | Sintesi             |
| 1                 | 10 settembre        | 1:00 p.m.           | Houston Texans             | V 25-9              | 1-0                 | M&T Bank Stadium                   | CBS                 | Sintesi             |
| 2                 | 17 settembre        | 1:00 p.m.           | @ Cincinnati Bengals       | V 27-24             | 2-0                 | Paycor Stadium                     | CBS                 | Sintesi             |
| 3                 | 24 settembre        | 1:00 p.m.           | Indianapolis Colts         | S 19-22 (DTS)       | 2-1                 | M&T Bank Stadium                   | CBS                 | Sintesi             |
| 4                 | 1º ottobre          | 1:00 p.m.           | @ Cleveland Browns         | V 28-3              | 3-1                 | Cleveland Browns Stadium           | CBS                 | Sintesi             |
| 5                 | 8 ottobre           | 1:00 p.m.           | @ Pittsburgh Steelers      | S 10-17             | 3-2                 | Acrisure Stadium                   | CBS                 | Sintesi             |
| 6                 | 15 ottobre          | 9:30 a.m.           | Tennessee Titans (I)       | V 24-16             | 4-2                 | Tottenham Hotspur Stadium (Londra) | NFL Network         | Sintesi             |
| 7                 | 22 ottobre          | 1:00 p.m.           | Detroit Lions              | V 38-6              | 5-2                 | M&T Bank Stadium                   | Fox                 | Sintesi             |
| 8                 | 29 ottobre          | 4:25 p.m.           | @ Arizona Cardinals        | V 31-24             | 6-2                 | State Farm Stadium                 | CBS                 | Sintesi             |
| 9                 | 5 novembre          | 1:00 p.m.           | Seattle Seahawks           | V 37-3              | 7-2                 | M&T Bank Stadium                   | CBS                 | Sintesi             |
| 10                | 12 novembre         | 1:00 p.m.           | Cleveland Browns           | S 31-33             | 7-3                 | M&T Bank Stadium                   | Fox                 | Sintesi             |
| 11                | 16 novembre         | 8:15 p.m.           | Cincinnati Bengals (T)     | V 34-20             | 8-3                 | M&T Bank Stadium                   | Prime Video         | Sintesi             |
| 12                | 26 novembre         | 8:20 p.m.           | @ Los Angeles Chargers (S) | V 20-10             | 9-3                 | SoFi Stadium                       | NBC                 | Sintesi             |
| 13                | Settimana di riposo | Settimana di riposo | Settimana di riposo        | Settimana di riposo | Settimana di riposo | Settimana di riposo                | Settimana di riposo | Settimana di riposo |
| 14                | 10 dicembre         | 1:00 p.m.           | Los Angeles Rams           | V 37-31 (DTS)       | 10-3                | M&T Bank Stadium                   | Fox                 | Sintesi             |
| 15                | 17 dicembre         | 8:20 p.m.           | @ Jacksonville Jaguars (S) | V 23-7              | 11-3                | EverBank Stadium                   | NBC                 | Sintesi             |
| 16                | 25 dicembre         | 8:15 p.m.           | @ San Francisco 49ers (M)  | V 33-19             | 12-3                | Levi's Stadium                     | ABC                 | Sintesi             |
| 17                | 31 dicembre         | 1:00 p.m.           | Miami Dolphins             | V 56-19             | 13-3                | M&T Bank Stadium                   | CBS                 | Sintesi             |
| 18                | 6 gennaio           | 4:30 p.m.           | Pittsburgh Steelers        | S 10-17             | 13-4                | M&T Bank Stadium                   | ESPN/ABC            | Sintesi             |

Note:
- Gli avversari della propria division sono in grassetto.
- Il simbolo "@" indica una partita giocata in trasferta.
- (T) indica il Thursday Night Football, (S) indica il Sunday Night Football e (I) una partita delle NFL International Series.

## Play-off
Al termine della stagione regolare i Ravens arrivarono primi nella AFC North con un record di 13 vittorie e 4 sconfitte, qualificandosi ai play-off con la testa di serie numero 1 e avendo così diritto di iniziare direttamente dal secondo turno, i Divisional Play-off, e di giocare tutte le gare in casa.
| Play-off         |                                           |                                           |                                           |                                           |                                           |                                           |                                           |                                           |
| Turno            | Data                                      | Ora (ET)                                  | Avversario (seed)                         | Risultato                                 | Record                                    | Stadio                                    | TV                                        | Sintesi                                   |
| Wild Card        | qualificati direttamente al secondo turno | qualificati direttamente al secondo turno | qualificati direttamente al secondo turno | qualificati direttamente al secondo turno | qualificati direttamente al secondo turno | qualificati direttamente al secondo turno | qualificati direttamente al secondo turno | qualificati direttamente al secondo turno |
| Divisional       | 20 gennaio                                | 4:30 p.m.                                 | Houston Texans (4)                        | V 34-10                                   | 1-0                                       | M&T Bank Stadium                          | ESPN/ABC                                  | Sintesi                                   |
| AFC Championship | 28 gennaio                                | 3:00 p.m.                                 | Kansas City Chiefs (3)                    | S 10-17                                   | 1-1                                       | M&T Bank Stadium                          | CBS                                       | Sintesi                                   |

## Premi
- Lamar Jackson:

MVP della NFL

### Premi settimanali e mensili
- Lamar Jackson:

giocatore offensivo della AFC della settimana 7
giocatore offensivo della AFC della settimana 17
quarterback della settimana 17
- Gus Edwards:

running back della settimana 8
- Keaton Mitchell:

running back della settimana 9
- Tylan Wallace:

giocatore degli special team della AFC della settimana 14
- Kyle Hamilton:

difensore della AFC della settimana 16
- Zay Flowers:

rookie della settimana 17